# Chara (estel)
Chara (Beta dels Llebrers / β Canum Venaticorum) és un estel en la constel·lació dels Llebers, els gossos de caça, situada en el gos més meridional. De magnitud aparent +4,26, és el segon estel més brillant de la constel·lació després de Cor Caroli (α Canum Venaticorum).
Distant 27,4 anys llum del sistema solar, els estels coneguts més propers a Chara són Gliese 450 i Groombridge 1830, ambdós a 5 anys llum.

## Nom
Chara significa «volguda» o «volguda per al cor del seu mestre». També se l'anomena Asterion, que sembla un nom derivat del llatí per a «arrel comestible» o «estrellat». L'altre nom pel qual és conegut aquest estel, 
D'una manera una miqueta confusa, tots dos termes també designen als gossos de la constel·lació; Asterion és el més septentrional —on no està β Canum Venaticorum—, mentre que Chara s'aplica al més meridional.

## Característiques físiques
Charaés una nana groga de tipus espectral G0V de característiques tan semblants a les del Sol que pot ser considerada un bessó solar. A diferència de la nostra veïna Alfa Centauri A —estel també semblant al Sol—, no té cap companya estel·lar brillant. La seva massa és un 2 % menor que la del Sol, mentre que el seu diàmetre és poc més d'un 2,5 % més gran. La seva temperatura efectiva és de 5896 K, si bé és un 25 % més lluminosa que el nostre estel.
Chara també és detectada a la regió de raigs X de l'espectre electromagnètic, implicant que, com el Sol, es troba envoltada per una corona calenta. La seva velocitat de rotació és igual o major de 3 km/s —un 50 % més ràpida que la del Sol—, per la qual cosa completa una volta en menys de 17 dies. Encara que en el passat es va suggerir que Chara podia ser una binària espectroscòpica amb un període orbital de 2430 dies, posteriors anàlisis semblen descartar aquesta possibilitat.
No obstant això, Chara és un estel pobre en metalls, amb una abundància relativa de ferro igual al 60 % de la qual té el Sol. Els valors de tots els elements avaluats estan per sota dels valors solars; coure, níquel i vanadi mostren una abundància similar a la del ferro, mentre que els continguts de silici, sofre, zinc i magnesi equivalen al 70 % dels del nostre estel. Sembla ser un estel amb una edat de 4050 - 4680 milions d'anys, comparable a la del Sol; no obstant això, la seva elevada lluminositat pot ser la conseqüència d'una edat sensiblement major, entorn dels 7000 milions d'anys.
Chara és un objectiu prioritari en la cerca de planetes terrestres, havent estat seleccionada entre les 30 estrelles presentades als científics del projecte de la NASA Terrestrial Planet Finder (TPF) i del projecte Darwin de l'Agència Espacial Europea per a la cerca de planetes habitables. L'òrbita d'un hipotètic planeta terrestre en el qual existís aigua líquida hauria de ser situada aproximadament a 1,1 UA.